# Stejarul lui Ștefan cel Mare din Valea Cosminului
Stejarul lui Ștefan cel Mare din Valea Cosminului (în ucraineană Дуб Штефана Третього) este un monument al naturii de tip botanic de importanță locală din raionul Adâncata, regiunea Cernăuți (Ucraina), situat lângă satul Valea Cosminului.
Suprafața ariei protejate constituie 0,05 hectare. Statutul a fost acordat pentru protejarea stejarului vechi de aproximativ 500 de ani, cu grosimea truchiului de 5 metri și înălțimea de peste 25 m.
Conform legendei, a fost plantat de domnitorul Ștefan cel Mare în 1497 după victoria asupra trupelor regelui polonez Ioan Albert în bătălia de la Codrii Cosminului.